# Jacek Osek
Jacek Osek (ur. 1958) – polski lekarz weterynarii, profesor doktor habilitowany nauk weterynaryjnych, specjalność mikrobiologia.
Kierownik Zakładu Higieny Żywności Pochodzenia Zwierzęcego Państwowego Instytutu Weterynaryjnego w Puławach. Tytuł profesora otrzymał w 2003 roku.
Odznaczony Srebrnym Krzyżem Zasługi (2015).